# La Rixouse
La Rixouse är en kommun i departementet Jura i regionen Bourgogne-Franche-Comté i östra Frankrike. Kommunen ligger i kantonen Saint-Claude som tillhör arrondissementet Saint-Claude. År 2022 hade La Rixouse 187 invånare.

## Befolkningsutveckling
Antalet invånare i kommunen La Rixouse
Referens:INSEE